# Cargeghe
Cargeghe là một đô thị ở tỉnh Sassari trong vùng Sardinia, có khoảng cách khoảng 170 km về phía bắc của Cagliari và cách khoảng 9 km về phía đông nam của Sassari. Tại thời điểm ngày 31 tháng 12 năm 2004, đô thị này có dân số 606 người và diện tích là 12,1 km².
Cargeghe giáp các đô thị: Codrongianos, Florinas, Muros, Osilo, Ossi.